# Žitná (Březová)
Žitná (německy Rockendorf) je zaniklá obec ve Slavkovském lese v okrese Sokolov v Karlovarském kraji. Rozprostírala se na svazích a úpatí vrchu Žitný (793 m n. m.) v údolí Malé Libavy v nadmořské výšce okolo 750 m. Nacházela se přibližně 6 km jižně od Kostelní Břízy. Obec se dělila na dvě části, Dolní Žitnou a Horní Žitnou. Obě části měly shodnou historii i stejné majitele.
Pojmenování obce možná vycházelo ze skutečnosti, že se ve zdejších drsných klimatických podmínkách nejlépe dařilo žitu, proto „žitná ves“. Samostatnou obcí se stala Žitná roku 1850 (jiný zdroj uvádí rok 1879). Z původního pojmenování vychází i český název stanovený v roce 1948.
Žitná (Žitná u Březové) je také název katastrálního území o rozloze 5,49 km2.

## Historie

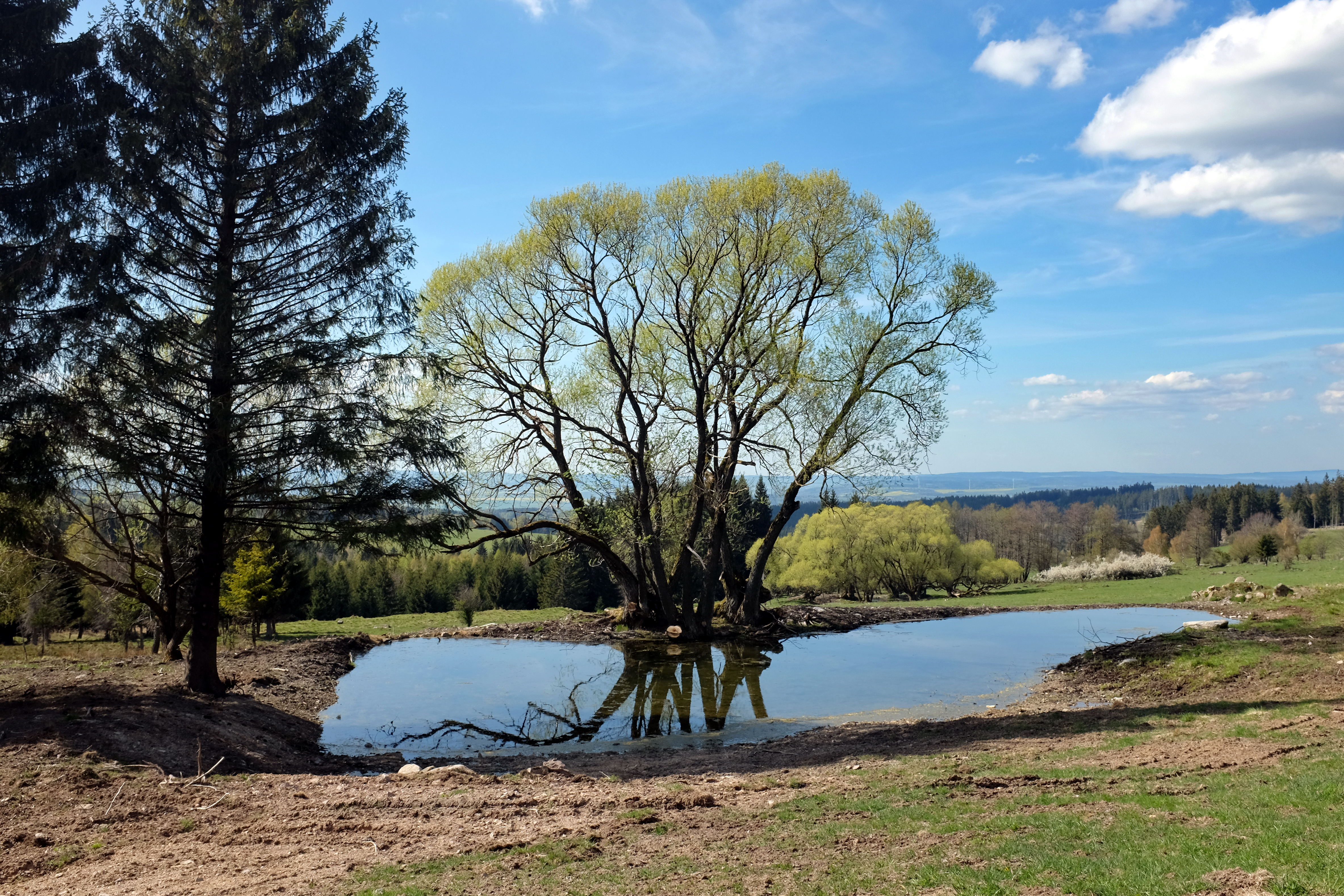
Pastviny v oblasti zaniklé Horní Žitné (duben 2020)

První písemná zmínka je z roku 1370, kdy byla Žitná leuchtenberským lénem. Do roku 1850 patřila ke statku Žitná, který byl v té době v držení rodu Juncker Bigatto. V Horní Žitné stával zámeček, panské venkovní sídlo z 18. století, postavený nejspíš v místech starší tvrze. Zakladatelem byl pravděpodobně rytíř Kryštof Arnošt z Bigatto. Podle popisu z 18. století měl zámeček zděné přízemí, hrázděné patro a prejzovou střechu. V blízkosti panského sídla byla v letech 1757–1763 postavena barokní kaple Nejsvětější Trojice. Na konzolách jižní strany stály sochy sv. Jana Nepomuckého a sv. Floriána.
Usedlosti a jednotlivá stavení lemovaly silnici z Lazů podél Malé Libavy, další byly rozprostřeny na přilehlých stráních. Nejvyššího počtu, téměř 600 obyvatel, dosáhla obec v polovině 19. století. V období před začátkem druhé světové války žilo v Dolní Žitné 271 obyvatel, v Horní Žitné 158 obyvatel.
V roce 1869 byla Žitná vedena jako osada obce Lazy (Perlsberg), v letech 1880–1890 jako obec v okrese Planá, v letech 1900–1930 jako obec v okrese Mariánské Lázně, v roce 1950 jako osada obce Kynžvart, následně se stala součástí obce Březová.
Na samotě v polích se nacházel statek Doyscherhof, kde se v roce 1926 udála jedna z nejhorších prvorepublikových tragédií. Vrah Franz Sandtner, který sloužil vojenskou službu na Slovensku a na statku dříve pracoval, se v noci 9. dubna 1926 pohyboval během své dovolené v okolí statku. Do statku se vloupal a sekerou zavraždil sedláka Döllnera, jeho manželku, dvě jejich děti a služku. Po dopadení se k činu doznal, nevyjádřil nad činem žádnou lítost a byl odsouzen k trestu smrti provazem.
Po skončení druhé světové války došlo k odsunu německého obyvatelstva a místo nich přišla armáda do nově vzniklého Vojenského výcvikového prostoru Prameny.
Po opouštění vojenského prostoru v roce 1953 nezůstalo z původní obce nic, a tak Horní Žitnou připomíná jen poškozený pomník na paměť mužů padlých v první světové válce a několik podstavců božích muk a křížků. Na Horní Žitné byla v roce 2020 vyhlášena památným stromem stará třešeň, rostoucí nedaleko pomníku obětem první světové války. Připomínkou existence Dolní Žitné je rozpadlý hospodářský objekt.

## Obyvatelstvo
Při sčítání lidu v roce 1921 zde žilo 412 obyvatel, z nichž bylo 411 obyvatel německé národnosti, jeden byl cizozemec. K římskokatolické církvi se hlásilo 411 obyvatel, jeden k církvi evangelické.
| Rok            | 1869 | 1880 | 1890 | 1900 | 1910 | 1921 | 1930 | 1950 |
| -------------- | ---- | ---- | ---- | ---- | ---- | ---- | ---- | ---- |
| Počet obyvatel | 569  | 402  | 339  | 312  | 275  | 412  | 238  | 0    |
| Počet domů     | 80   | 65   | 59   | 58   | 55   | 55   | 51   | 0    |

| Rok            | 1869 | 1880 | 1890 | 1900 | 1910 | 1921 | 1930 | 1950 |
| -------------- | ---- | ---- | ---- | ---- | ---- | ---- | ---- | ---- |
| Počet obyvatel | –    | 161  | 159  | 155  | 153  | –    | 186  | 0    |
| Počet domů     | –    | 23   | 23   | 21   | 22   | 21   | 25   | 0    |